# الظهرة (الحيث)

تعديل مصدري - تعديل

الظهرة محلة تابعة لقرية المعقاب، التابعة لعزلة الحيث بمديرية بعدان إحدى مديريات محافظة إب في الجمهورية اليمنية، بلغ تعداد سكانها 37 حسب تعداد اليمن لعام 2004.